# Coupe d'Afrique du Nord de football 1932-1933
Navigation
Coupe AFN 1931-1932 Coupe AFN 1933-1934
Cet article traite de l'édition 1932-1933 de la Coupe d'Afrique du Nord de football. Il s'agit de la Troisième édition de cette compétition qui se terminera par une victoire du CDJ Oran.
C'est une équipe de la Ligue d'Oran et une équipe de la Ligue du Maroc qui se rencontrent en finale. Ces deux équipes sont respectivement le CDJ Oran et l'US Marocaine . La finale se termine par une victoire des Oranie sur les Marocain sur le score de 2 but à 1.
Le CDJ Oran remporte la compétition pour la deuxième fois de son histoire et permet à sa ligue, la Ligue d'Oran d'obtenir un deuxième titre dans la compétition.

## Parcours LMFA-Maroc

### Premier Tour
- joués le 2 octobre 1932[1]:

|    | Date | Club               | Score     | Club              | Lieu       |
| -- | ---- | ------------------ | --------- | ----------------- | ---------- |
| 1  |      | Idéal CM           | 2 - 1     | US Fès            |            |
| 2  |      | Olympique Marocain | 1 - 0 a.p | AS Marrakech      |            |
| 3  |      | USC Maroc          | 4 - 1     | AS Salé           |            |
| 4  |      | ASPTT Fès          | 6 - 2     | SC Mazagan        |            |
| 5  |      | USD Meknès         | 3 - 0     | Kénitra           |            |
| 6  |      | Stade Marocain     | 5 - 1     | CO Meknès         |            |
| 7  |      | SA Marrakech       | 1 - 1     | ASPTT Rabat       |            |
| 8  |      | CSM-BUS Casablanca | 2 - 1     | Moghreb de Tanger |            |
| 9  |      | ASPTT Casablanca   | 3 - 0     | AS Mogador        | Casablanca |
| 10 |      | Racing AC          | 4 - 1     | ASF Tanger        | Casablanca |
| 11 |      | US Athlétique      | 5 - 0     | OC Khouribga      | Casablanca |

### Deuxième Tour
|   | Date | Club | Score | Club | Lieu |
| - | ---- | ---- | ----- | ---- | ---- |
| 1 |      | ...  | -     | ...  |      |
| 2 |      | ...  | -     | ...  |      |
| 3 |      | ...  | -     | ...  |      |
| 4 |      | ...  | -     | ...  |      |
| 5 |      | ...  | -     | ...  |      |
| 6 |      | ...  | -     | ...  |      |

### Troisième Tour
|   | Date | Club               | Score | Club | Lieu |
| - | ---- | ------------------ | ----- | ---- | ---- |
| 1 |      | US Marocaine       | -     | ...  |      |
| 2 |      | Stade Marocain     | -     | ...  |      |
| 3 |      | Olympique Marocain | -     | ...  |      |

## Parcours LTFA-Tunisie

### Premier Tour
|    | Date | Club | Score | Club | Lieu |
| -- | ---- | ---- | ----- | ---- | ---- |
| 1  |      | ...  | -     | ...  |      |
| 2  |      | ...  | -     | ...  |      |
| 3  |      | ...  | -     | ...  |      |
| 4  |      | ...  | -     | ...  |      |
| 5  |      | ...  | -     | ...  |      |
| 6  |      | ...  | -     | ...  |      |
| 7  |      | ...  | -     | ...  |      |
| 8  |      | ...  | -     | ...  |      |
| 9  |      | ...  | -     | ...  |      |
| 10 |      | ...  | -     | ...  |      |
| 11 |      | ...  | -     | ...  |      |
| 12 |      | ...  | -     | ...  |      |

### Deuxième Tour
|   | Date | Club | Score | Club | Lieu |
| - | ---- | ---- | ----- | ---- | ---- |
| 1 |      | ...  | -     | ...  |      |
| 2 |      | ...  | -     | ...  |      |
| 3 |      | ...  | -     | ...  |      |
| 4 |      | ...  | -     | ...  |      |
| 5 |      | ...  | -     | ...  |      |
| 6 |      | ...  | -     | ...  |      |

### Troisième Tour
|   | Date | Club          | Score | Club | Lieu |
| - | ---- | ------------- | ----- | ---- | ---- |
| 1 |      | US Tunis      | -     | ...  |      |
| 2 |      | JS Hammam Lif | -     | ...  |      |
| 3 |      | Stade Gaulois | -     | ...  |      |

## Parcours LAFA-Alger

### Premier Tour
- joués le 16 octobre 1932[2]:

|                            | Date       | Club                | Score | Club                   | Lieu         |
| -------------------------- | ---------- | ------------------- | ----- | ---------------------- | ------------ |
| 1                          |            | SC Bab-el-Oued      | 3 - 0 | US Suisses Alger       | Lebon        |
| 2                          |            | GS Redoute          | 3 - 0 | JS Saint-Eugène        | Lebon        |
| 3                          |            | AS Douéra           | 5 - 0 | ASPTT Alger            | Saoula       |
| 4                          |            | AS Saoula-Birkhadem | 2 - 2 | ES Cherchell           | Castiglione  |
| 5                          |            | SC Algérois         | 4 - 0 | O Montplaisir-Ruisseau | Saint-Eugène |
| 6                          |            | AS Lebon            | 4 - 3 | SCU El Biar            | Saint-Eugène |
| 7                          |            | Red Star Algérois   | 1 - 1 | US Blida               | Stade Gallia |
| 8                          |            | SC Ménerville       | 2 - 1 | FC Kouba               |              |
| 9                          |            | AS Montpensier      | 5 - 1 | FC Tipaza              | Zéralda      |
| 10                         |            | US Algérois         | 5 - 2 | Alger La Blanche JPO   | Lebon        |
| 11                         |            | US Ouest Mitidja    | 8 - 0 | JS Socialistes         | Blida        |
| Match rejoué le 23 octobre |            |                     |       |                        |              |
|                            | 23 octobre | ECS Cherchell       | 1 - 0 | AS Saoula-Birkhadem    | Castiglione  |
|                            |            | US Blida            | 5 - 1 | Red Star Algérois      | Marengo      |

### Deuxième Tour
- joués le 30 octobre 1932[3]:

|    | Date | Club                    | Score | Club           | Lieu         |
| -- | ---- | ----------------------- | ----- | -------------- | ------------ |
| 1  |      | RC Maison-Carrée        | 1 - 0 | US Blida       | Boufarik     |
| 2  |      | AS Boufarik             | 3 - 1 | SC Ménerville  | Maison-Carré |
| 3  |      | US Ouest Mitidja        | 4 - 0 | MC Alger       | Blida        |
| 4  |      | Olympique Marengo       | 4 - 0 | ECS Cherchell  | Castiglione  |
| 5  |      | Stade Algérois          | 2 - 1 | AS Montpensier | Hussein Dey  |
| 6  |      | AS Saint-Eugène         | 6 - 1 | US Algérois    | Caroubier    |
| 7  |      | FC Blida                | 6 - 0 | SC Algérois    | Boufarik     |
| 8  |      | AS Douéra               | 3 - 2 | RAS Alger      | El Biar      |
| 9  |      | US Fort-de-l'Eau        | 2 - 1 | AS Castiglione | Blida        |
| 10 |      | Olympique d'Hussein-Dey | 2 - 1 | SC Bab-el-Oued | Saint-Eugène |
| 11 |      | AS Lebon                | 2 - 0 | GS Alger       | Saint-Eugène |
| 12 |      | GS Orléansville         | 6 - 0 | GS Redoute     | Affreville   |

### Troisième Tour
- joués le 20 novembre 1932[4]:

|   | Date | Club              | Score       | Club                    | Lieu         |
| - | ---- | ----------------- | ----------- | ----------------------- | ------------ |
| 1 |      | RC Maison-Carrée  | 1 - 0 a.p   | GS Orléansville         | Alger        |
| 2 |      | AS Boufarik       | 5 - 0       | AS Lebon                | Maison-Carré |
| 3 |      | US Ouest Mitidja  | 2 - 1 a.p   | Olympique d'Hussein-Dey | Blida        |
| 4 |      | Olympique Marengo | 2 - 1       | US Fort-de-l'Eau        | Saint-Eugène |
| 5 |      | Stade Algérois    | 5 - 3       | AS Douéra               | El Biar      |
| 6 |      | AS Saint-Eugène   | pas terminé | FC Blida                | Boufarik     |

### Quatrième Tour
- joués le 11 décembre 1932[5]:

|   | Date | Club             | Score | Club              | Lieu              |
| - | ---- | ---------------- | ----- | ----------------- | ----------------- |
| 1 |      | RC Maison-Carrée | 2 - 1 | AS Saint-Eugène   | Municipal / Alger |
| 2 |      | AS Boufarik      | 2 - 1 | Stade Algérois    | Saint-Eugène      |
| 3 |      | US Ouest Mitidja | 5 - 1 | Olympique Marengo | Boufarik          |

## Parcours LOFA-Oran

### Premier Tour
- joués le 25 septembre 1932[6],[7],[8],[9]:

|    | Date | Club                          | Score     | Club                          | Lieu                       |
| -- | ---- | ----------------------------- | --------- | ----------------------------- | -------------------------- |
| 1  |      | Stade Mondial Gambetta        | 4 - 3     | US Arzew                      | Oran                       |
| 2  |      | CS Mostaganem                 | 0 - 6     | SCFM Oujda                    | Mostaganem                 |
| 3  |      | Sports Thiers Club Bel-Abbès  | 0 - 1 a.p | Saint-Louis Sportive Oranais  | Bel-Abbès                  |
| 4  |      | IS Mostaganem                 | 3 - 2     | Mercier-Lacombe Sportive      | Mostaganem                 |
| 5  |      | GC Mascara                    | 2 - 0     | SC Sigois                     | Antoine Griffier / Mascara |
| 6  |      | CS Béni Saf                   | 1 - 0     | SC Relizane                   | Béni Saf                   |
| 7  |      | Avenir Sportif Mostaganem     | 3 - 0     | JS Carteaux                   | Mostaganem                 |
| 8  |      | la Marsa                      | 5 - 1     | USFA Tlemcen                  | Mers-el-Kebir              |
| 9  |      | ASPTT Oujda                   | 2 - 1     | Perrégaux GS                  | Oujda                      |
| 10 |      | JS Eckmuhl                    | 1 - 0     | US Laferrière                 | Oran                       |
| 11 |      | SC Tlemcen                    | -         | USCC Témouchent               | Tlemcen                    |
| 12 |      | JS Marine d'Oran              | 2 - 2     | ASPTT Oran                    | Oran                       |
| 13 |      | US Cheminots Oujda            | 1 - 0     | Brillant Medioni Sportif Oran | Oujda                      |
| 14 |      | Saint-Charles Sportif Oranais | 3 - 1     | CS Bou Tlélis                 | Oran                       |
| 15 |      | Gauloise Rio-Salado           | 3 - 0     | FC Oran                       | Rio-Salado                 |
| 16 |      | Stade Cartésien               |           | Exempt                        |                            |

| Titulaires : |  |
| |  |
| (Maillot) 1. Blasco 2. Ferrara.A 3. Manchon 4. Guera 5. Gimenez 6. Viadomni 7. Sanchez 8. Lubrano 9. Scotto 10. Ferrara.J 11. Maugé |  |

| Titulaires : |  |
| |  |
| (Maillot) 1. Martinez Diégo 2. Benhadji Sarraj Mohamed 3. Rubira Dernand Ernest 4. Dimas Clément 5. Maclet Camille 6. Besse Philibert 7. Dimas Raymond 8. Colliguon Jean 9. Chaouch Abdelkrim 10. Panabières Joseph 11. Hensinger Gilbert |  |

| Titulaires : |  |
| |  |
| (Maillot) 1. Blasco 2. Ferrara.A 3. Manchon 4. Guera 5. Gimenez 6. Viadomni 7. Sanchez 8. Lubrano 9. Scotto 10. Ferrara.J 11. Maugé |  |

| Titulaires : |  |
| |  |
| (Maillot) 1. Martinez Diégo 2. Benhadji Sarraj Mohamed 3. Rubira Dernand Ernest 4. Dimas Clément 5. Maclet Camille 6. Besse Philibert 7. Dimas Raymond 8. Colliguon Jean 9. Chaouch Abdelkrim 10. Panabières Joseph 11. Hensinger Gilbert |  |

| Titulaires : |  |
| |  |
| (Maillot) 1. Diaz 2. Coscat 3. Lopez 4. Garcia 5. Sanchez 6. Algarraz 7. Scotto 8. Hernandez 9. Abad 10. Mestre 11. Ruiz |  |

| Titulaires : |  |
| |  |
| (Maillot) 1. Schmit 2. Niedler 3. Bonillo 4. Gomez 5. Canalès Miguel 6. Garcia 7. Martini 8. Rumi 9. Berr 10. Santonja Antoine 11. Gomez |  |

| Titulaires : |  |
| |  |
| (Maillot) 1. Diaz 2. Coscat 3. Lopez 4. Garcia 5. Sanchez 6. Algarraz 7. Scotto 8. Hernandez 9. Abad 10. Mestre 11. Ruiz |  |

| Titulaires : |  |
| |  |
| (Maillot) 1. Schmit 2. Niedler 3. Bonillo 4. Gomez 5. Canalès Miguel 6. Garcia 7. Martini 8. Rumi 9. Berr 10. Santonja Antoine 11. Gomez |  |

### Deuxième Tour
- joués le 9 octobre 1932[10],[11]:

|   | Date | Club                      | Score | Club                         | Lieu       |
| - | ---- | ------------------------- | ----- | ---------------------------- | ---------- |
| 1 |      | Gaulois Rio-Salado        | 3 - 2 | JS Saint-Eugène              | Rio-Salado |
| 2 |      | ASPTT Oran                | 2 - 3 | US Cheminots Oujda           | Oran       |
| 3 |      | Avenir Sportif Mostaganem | 2 - 3 | Saint-Louis Sportive Oranais | Mostaganem |
| 4 |      | IS Mostaganem             | -     | Stade Cartésien              | Mostaganem |

### Troisième Tour
- joués le 6 novembre 1932[12],[13]:

|    | Date | Club                  | Score | Club                                  | Lieu |
| -- | ---- | --------------------- | ----- | ------------------------------------- | --- |
| 1  |      | AGS Mascara           | 0 - 0 | GC Mascara (disqualifié par décision) | Antoine Griffier / Mascara (partie qui s'est déroulée à guichets fermés et des graves incidents qui on mis une fin prématuré au match) |
| 2  |      | SC Bel-Abbès          | 1 - 0 | SC France-Maroc Oujda                 | |
| 3  |      | GC Saïda              | 3 - 0 | SC Béni Saf                           | Saida |
| 4  |      | USM Oran              | 2 - 0 | JS Saint-Eugène                       | |
| 5  |      | CAL Oran              | 5 - 0 | IS Mostaganem                         | |
| 6  |      | CDJ Oran              | 5 - 1 | Stade Mondial Gambetta                | |
| 7  |      | AS Eckmühl            | 4 - 0 | US Cheminots Oujda                    | |
| 8  |      | Sporting Club Tlemcen | 1 - 0 | GC Oran                               | |
| 9  |      | la Marsa              | 1 - 0 | JP Bel-Abbès                          | Bel-Abbès |
| 10 |      | ASM Oran              | 1 - 1 | Saint-Louis Sportive Oranais          | |
| 11 |      | JS Eckmuhl            | 3 - 0 | Saint-Charles Sportif Oran            | |
| 12 |      | ASPTT Oujda           | 3 - 2 | US Hammam Bou Hadjar                  | |

| Titulaires : |  |
| |  |
| (Maillot) 1. Baghdad Aboukébir 2. Benzalat Mohamed 3. Foitih Mohamed dit (Hamid) 4. Hamou Nafi 5. Saffa Mokhfi 6. Miloud Bouakeul 7. Martinez Michel 8. Ben Yaro Ali 9. Bencharab Saffa dit (Ahmed) 10. Miloud Osman 11. Souilem Gnaoui |  |

| Titulaires : |  |
| |  |
| (Maillot) 1. Pomar Barthelemy 2. Valéro Henri 3. Ferrandis Henri 4. Navarro Jean 5. Llorens Jean 6. Nogales Daniel 7. Marin François 8. Cuny Marceau 9. Pissembon Antoine 10. Mirailles Pierre 11. Sanchez Bernardino |  |

| Titulaires : |  |
| |  |
| (Maillot) 1. Baghdad Aboukébir 2. Benzalat Mohamed 3. Foitih Mohamed dit (Hamid) 4. Hamou Nafi 5. Saffa Mokhfi 6. Miloud Bouakeul 7. Martinez Michel 8. Ben Yaro Ali 9. Bencharab Saffa dit (Ahmed) 10. Miloud Osman 11. Souilem Gnaoui |  |

| Titulaires : |  |
| |  |
| (Maillot) 1. Pomar Barthelemy 2. Valéro Henri 3. Ferrandis Henri 4. Navarro Jean 5. Llorens Jean 6. Nogales Daniel 7. Marin François 8. Cuny Marceau 9. Pissembon Antoine 10. Mirailles Pierre 11. Sanchez Bernardino |  |

| Titulaires : |  |
| |  |
| (Maillot bleu) 1. Garcia Joseph 2. Paulin Gabriel 3. Luque François 4. Sanchez Joseph 5. Varasco Etienne 6. Bensoussan Adolphe 7. Mas Louis 8. Gonzalez Manuel 9. Ruiz Antoine 10. Scotto Lucien 11. Moxica Antoine |  |

| Titulaires : |  |
| |  |
| (Maillot rouge) 1. Crespo Edouard 2. Oliver Antoine 3. Bernard Louis 4. Kaddour Ahmed 5. Eracol 6. Simon Joseph 7. Gibaud Robert 8. Levent Louis 9. Andrieu René 10. Faust Bertrand 11. Layet Paul |  |

| Titulaires : |  |
| |  |
| (Maillot bleu) 1. Garcia Joseph 2. Paulin Gabriel 3. Luque François 4. Sanchez Joseph 5. Varasco Etienne 6. Bensoussan Adolphe 7. Mas Louis 8. Gonzalez Manuel 9. Ruiz Antoine 10. Scotto Lucien 11. Moxica Antoine |  |

| Titulaires : |  |
| |  |
| (Maillot rouge) 1. Crespo Edouard 2. Oliver Antoine 3. Bernard Louis 4. Kaddour Ahmed 5. Eracol 6. Simon Joseph 7. Gibaud Robert 8. Levent Louis 9. Andrieu René 10. Faust Bertrand 11. Layet Paul |  |

| Titulaires : |  |
| |  |
| (Maillot bleu et noir) 1. Such Pierre 2. Moréno 3. Pacchiano Dominique 4. Banès 5. Lopez 6. Breard Robert 7. Gandolfo Joaquin 8. Michel Frutoso 9. Bérenguer Michel 10. Guillem Joseph dit (Guillem I) 11. Guillem Fernand dit (Guillem II) |  |

| Titulaires : |  |
| |  |
| (Maillot jaune et noir) 1. Povéda 2. Lubrano 3. Castillo 4. Rodriguez 5. Barbéra 6. Jobert 7. Rubio 8. Pelletier 9. Gallardo 10. Mavailla 11. Biras |  |

| Titulaires : |  |
| |  |
| (Maillot bleu et noir) 1. Such Pierre 2. Moréno 3. Pacchiano Dominique 4. Banès 5. Lopez 6. Breard Robert 7. Gandolfo Joaquin 8. Michel Frutoso 9. Bérenguer Michel 10. Guillem Joseph dit (Guillem I) 11. Guillem Fernand dit (Guillem II) |  |

| Titulaires : |  |
| |  |
| (Maillot jaune et noir) 1. Povéda 2. Lubrano 3. Castillo 4. Rodriguez 5. Barbéra 6. Jobert 7. Rubio 8. Pelletier 9. Gallardo 10. Mavailla 11. Biras |  |

| Titulaires : |  |
| |  |
| (Maillot rouge et blanc) 1. Viudes Albert 2. Cordoba Joseph 3. Pérez Michel 4. Torra Joseph dit (Torra I) 5. Povedano Francisco 6. Fernandez Ramon 7. Mayzone Clément 8. Guttierez Antoine 9. Benedicto Daniel 10. Alarcon Sauveur 11. Villanueva Ange |  |

| Titulaires : |  |
| |  |
| (Maillot vert et blanc) 1. Garrido Joseph 2. Penalva Dominique dit (Penalva I) 3. Aloy Louis dit (Aloy I) 4. Mullor Joseph 5. Ackermann Edouard 6. Aloy Antoine dit (Aloy II) 7. Ortéga Jules 8. Marco Raymond 9. Gonnard Jules 10. Penalva Vincent dit (Penalva II) 11. Malvadi Georges |  |

| Titulaires : |  |
| |  |
| (Maillot rouge et blanc) 1. Viudes Albert 2. Cordoba Joseph 3. Pérez Michel 4. Torra Joseph dit (Torra I) 5. Povedano Francisco 6. Fernandez Ramon 7. Mayzone Clément 8. Guttierez Antoine 9. Benedicto Daniel 10. Alarcon Sauveur 11. Villanueva Ange |  |

| Titulaires : |  |
| |  |
| (Maillot vert et blanc) 1. Garrido Joseph 2. Penalva Dominique dit (Penalva I) 3. Aloy Louis dit (Aloy I) 4. Mullor Joseph 5. Ackermann Edouard 6. Aloy Antoine dit (Aloy II) 7. Ortéga Jules 8. Marco Raymond 9. Gonnard Jules 10. Penalva Vincent dit (Penalva II) 11. Malvadi Georges |  |

| Titulaires : |  |
| |  |
| (Maillot) 1. Gonzales Joseph 2. Amoros Rosalino 3. Hoffmann Charles 4. Hazan Jules 5. Slanina Karl 6. Bouillon Walter 7. Vadivieso Henri 8. Matéo François 9. Bastos François 10. Pérez Ricardo 11. Westhoven Mathias |  |

| Titulaires : |  |
| |  |
| (Maillot) 1. Blasco 2. Ferrara .A 3. Manchon 4. Vicidomini 5. Gimenez 6. Guerra 7. Maugé 8. Ferrara .M 9. Scotto 10. Lubrano 11. Sanchez |  |

| Titulaires : |  |
| |  |
| (Maillot) 1. Gonzales Joseph 2. Amoros Rosalino 3. Hoffmann Charles 4. Hazan Jules 5. Slanina Karl 6. Bouillon Walter 7. Vadivieso Henri 8. Matéo François 9. Bastos François 10. Pérez Ricardo 11. Westhoven Mathias |  |

| Titulaires : |  |
| |  |
| (Maillot) 1. Blasco 2. Ferrara .A 3. Manchon 4. Vicidomini 5. Gimenez 6. Guerra 7. Maugé 8. Ferrara .M 9. Scotto 10. Lubrano 11. Sanchez |  |

### Quatrième Tour
- joués le 4 décembre 1932[14],[15],[16]:

|                                    | Date        | Club                   | Score | Club                  | Lieu                       |
| ---------------------------------- | ----------- | ---------------------- | ----- | --------------------- | -------------------------- |
| 1                                  |             | AGS Mascara            | 4 - 1 | AS Eckmühl            | Antoine Griffier / Mascara |
| 2                                  |             | ASPTT Oujda            | 0 - 2 | SC Bel-Abbès          | Oujda                      |
| 3                                  |             | GC Saïda (disqualifié) | 5 - 3 | JS Eckmuhl            | Saida                      |
| 4                                  |             | USM Oran               | 0 - 0 | ASM Oran              | Oran                       |
| 5                                  |             | la Marsa               | 2 - 2 | CAL Oran              | Mers-El-Kebir              |
| 6                                  | 18 décembre | CDJ Oran               | -     | Sporting Club Tlemcen |                            |
| Match rejoué le 18 décembre 1932 : |             |                        |       |                       |                            |
| 4                                  |             | USM Oran               | 2 - 0 | ASM Oran              | Oran                       |
| 5                                  |             | la Marsa               | 0 - 1 | CAL Oran              | Mers-El-Kebir              |

| Titulaires : |  |
| |  |
| (Maillot Blanc) 1. Alphonse Robergeot 2. Kirri Ahmed 3. Lucien Louge 4. Louis Jeannin 5. Louis Bargoin 6. Gluais Gaston 7. Albert Nakam 8. Aoued Meflah 9. Manchon Antoine 10. Allemand Joseph 11. Vincent André |  |

| Titulaires : |  |
| |  |
| (Maillot) 1. Marchand Alexandre 2. Bartolomé Sanchez 3. Matéo Julien 4. Lopez Jérôme 5. Beteta Manuel 6. Rodriguez Jean 7. Vidal Alfred 8. Bantoure Etienne 9. Gomez Emile 10. Alcaraz Antoine 11. Dumas Lucien |  |

| Titulaires : |  |
| |  |
| (Maillot Blanc) 1. Alphonse Robergeot 2. Kirri Ahmed 3. Lucien Louge 4. Louis Jeannin 5. Louis Bargoin 6. Gluais Gaston 7. Albert Nakam 8. Aoued Meflah 9. Manchon Antoine 10. Allemand Joseph 11. Vincent André |  |

| Titulaires : |  |
| |  |
| (Maillot) 1. Marchand Alexandre 2. Bartolomé Sanchez 3. Matéo Julien 4. Lopez Jérôme 5. Beteta Manuel 6. Rodriguez Jean 7. Vidal Alfred 8. Bantoure Etienne 9. Gomez Emile 10. Alcaraz Antoine 11. Dumas Lucien |  |

### Cinquième Tour
- joués le 15 janvier 1933[18],[19].

|   | Date | Club         | Score | Club       | Lieu                       |
| - | ---- | ------------ | ----- | ---------- | -------------------------- |
| 1 |      | AGS Mascara  | 3 - 2 | CAL Oran   | Antoine Griffier / Mascara |
| 2 |      | CDJ Oran     | 4 - 0 | USM Oran   |                            |
| 3 |      | SC Bel-Abbès | 2 - 1 | JS Eckmuhl |                            |

| Titulaires : |  |
| |  |
| (Maillot) 1. Alphonse Robergeot 2. Lucien Louge 3. Kirri Ahmed 4. Louis Jeannin 5. Gluais Gaston 6. Célestin Ailloud 7. Albert Nakam 8. Louis Bargoin 9. Aoued Meflah 10. Allemand Joseph 11. Vincent André |  |

| Titulaires : |  |
| |  |
| (Maillot) 1. Niéto Gaëtan 2. Luque François 3. Linares Jean 4. Gonzalès Manuel 5. Carasco Etienne 6. Sanchez Joseph 7. Mas Louis 8. Ruiz Antoine 9. Ortiz Jean 10. Lopez Manuel 11. Munoz Antoine |  |

| Titulaires : |  |
| |  |
| (Maillot) 1. Alphonse Robergeot 2. Lucien Louge 3. Kirri Ahmed 4. Louis Jeannin 5. Gluais Gaston 6. Célestin Ailloud 7. Albert Nakam 8. Louis Bargoin 9. Aoued Meflah 10. Allemand Joseph 11. Vincent André |  |

| Titulaires : |  |
| |  |
| (Maillot) 1. Niéto Gaëtan 2. Luque François 3. Linares Jean 4. Gonzalès Manuel 5. Carasco Etienne 6. Sanchez Joseph 7. Mas Louis 8. Ruiz Antoine 9. Ortiz Jean 10. Lopez Manuel 11. Munoz Antoine |  |

| Titulaires : |  |
| |  |
| (Maillot) 1. Such Pierre 2. Pacchiano Dominique 3. Moréno 4. Breard Robert 5. Lopez 6. Bauss 7. Guillem Joseph dit (Guillem I) 8. Scotto 9. Desbats II 10. Michel Frutoso 11. Bérenguer Michel |  |

| Titulaires : |  |
| |  |
| (Maillot) 1. Baghdad Aboukébir 2. Benzalat Mohamed 3. Foitih Mohamed dit "Hamida" 4. Miloud Bouakeul 5. Saffa Mokhfi 6. Ben yaro Ali 7. Souilem Gnaoui 8. Miloud 9. Mohamed El-Andaloussi 10. Boudjellal 11. Martinez Michel |  |

| Titulaires : |  |
| |  |
| (Maillot) 1. Such Pierre 2. Pacchiano Dominique 3. Moréno 4. Breard Robert 5. Lopez 6. Bauss 7. Guillem Joseph dit (Guillem I) 8. Scotto 9. Desbats II 10. Michel Frutoso 11. Bérenguer Michel |  |

| Titulaires : |  |
| |  |
| (Maillot) 1. Baghdad Aboukébir 2. Benzalat Mohamed 3. Foitih Mohamed dit "Hamida" 4. Miloud Bouakeul 5. Saffa Mokhfi 6. Ben yaro Ali 7. Souilem Gnaoui 8. Miloud 9. Mohamed El-Andaloussi 10. Boudjellal 11. Martinez Michel |  |

| Titulaires : |  |
|              |  |
| (Maillot)    |  |

| Titulaires : |  |
|              |  |
| (Maillot)    |  |

| Titulaires : |  |
|              |  |
| (Maillot)    |  |

| Titulaires : |  |
|              |  |
| (Maillot)    |  |

## Parcours LCFA-Constantine

### Premier Tour
- joués le 30 octobre 1932 [20]:

|   | Date | Club                | Score                                     | Club                   | Lieu                                                        |
| - | ---- | ------------------- | ----------------------------------------- | ---------------------- | ----------------------------------------------------------- |
| 1 |      | CC Biskra           | 3 - 2                                     | Jeunesse Sportive Bône | Constantine                                                 |
| 2 |      | Sporting Club Sétif | (ne terminent pas à cause de l'obscurité) | AS Khroub              | Constantine (SCS par non qualification de joueurs de l'ASK) |
| 3 |      | JS Guelma           | 2 - 2                                     | Marine Sportive Bône   | Philippeville                                               |
| 4 |      | AS Batna            | 1 - 0                                     | AS Constantine         | Sétif                                                       |
| 5 |      | Constantine         | 2 - 1                                     | RCM Souk-Ahras         | Bone                                                        |
| 6 |      | Jeunesse Bône AC    | 4 - 1                                     | CSC Philippeville      | Guelma                                                      |

### Deuxième Tour
- joués le 4 décembre 1932[14]:

|   | Date             | Club                | Score | Club             | Lieu        |
| - | ---------------- | ------------------- | ----- | ---------------- | ----------- |
| 1 |                  | Sporting Club Sétif | 4 - 1 | USC Constantine  | Batna       |
| 2 |                  | FC Bougie           | 2 - 1 | Constantine      | Sétif       |
| 3 |                  | JBAC Bône           | 4 - 3 | RC Philippeville | Constantine |
| 4 |                  | AS Bône             | 1 - 0 | AS Batna         | Constantine |
| 5 | 20 décembre 1932 | JS Guelma           | 4 - 0 | EJ Philippeville | Bône        |
| 6 | 20 décembre 1932 | CC Biskra           | 1 - 0 | SO Sétif         | Batna       |

### Troisième Tour
- joués le 8 janvier 1933[22].

|   | Date           | Club                | Score | Club      | Lieu        |
| - | -------------- | ------------------- | ----- | --------- | ----------- |
| 1 | 8 Janvier 1933 | FC Bougie           | 2 - 1 | JS Guelma | Constantine |
| 2 |                | Sporting Club Sétif | 1 - 0 | CC Biskra | Constantine |
| 3 |                | JBAC Bône           | 2 - 0 | AS Bône   | Bône        |

| Titulaires : |  |
| |  |
| (Maillot) 1. Gendre 2. Bouskoua 3. Mattei 4. Hamiot 5. Lancia 6. Saadi 7. Chabane 8. Tiab 9. Olivès 10. Focone 11. Salles |  |

| Titulaires : |  |
| |  |
| (Maillot) 1. Larosa 2. Zuretti I 3. Zuretti II 4. Bensida 5. Faci 6. Bonvino 7. Maadi 8. Kaddour 9. Arella I 10. Scappa 11. Bouler I |  |

| Titulaires : |  |
| |  |
| (Maillot) 1. Gendre 2. Bouskoua 3. Mattei 4. Hamiot 5. Lancia 6. Saadi 7. Chabane 8. Tiab 9. Olivès 10. Focone 11. Salles |  |

| Titulaires : |  |
| |  |
| (Maillot) 1. Larosa 2. Zuretti I 3. Zuretti II 4. Bensida 5. Faci 6. Bonvino 7. Maadi 8. Kaddour 9. Arella I 10. Scappa 11. Bouler I |  |

| Titulaires : |  |
|              |  |
| (Maillot)    |  |

| Titulaires : |  |
|              |  |
| (Maillot)    |  |

| Titulaires : |  |
|              |  |
| (Maillot)    |  |

| Titulaires : |  |
|              |  |
| (Maillot)    |  |

| Titulaires : |  |
|              |  |
| (Maillot)    |  |

| Titulaires : |  |
|              |  |
| (Maillot)    |  |

| Titulaires : |  |
|              |  |
| (Maillot)    |  |

| Titulaires : |  |
|              |  |
| (Maillot)    |  |

## Parcours des finalistes

### Huitième de finale
- Résultats du huitième de finale de la Coupe d'Afrique du Nord 1932-1933:
- joués le 5 février 1933[23]:

|   | Date | Club                   | Score | Club                | Lieu                       |
| - | ---- | ---------------------- | ----- | ------------------- | -------------------------- |
| 1 |      | CDJ Oran               | 3 - 0 | US Tunis            | Maison-Carré               |
| 2 |      | US Marocaine           | 3 - 0 | SC Bel-Abbès        | Casablanca                 |
| 3 |      | RC Maison-Carrée       | 4 - 0 | JBAC Bône           | Bône                       |
| 4 |      | AS Boufarik            | 5 - 2 | FC Bougie           | Boufarik                   |
| 5 |      | JS Hammam Lif          | 4 - 1 | Sporting Club Sétif | Tunis                      |
| 6 |      | AGS Mascara            | 2 - 0 | Stade Marocain      | Antoine Griffier / Mascara |
| 7 |      | RU Alger (disqualifié) | 2 - 1 | Olympique Marocain  | Municipal / Alger          |
| 8 |      | US Ouest Mitidja       | 4 - 1 | Stade Gaulois       | Tunis                      |

### Quarts de finale
- Résultats des quarts de finale de la Coupe d'Afrique du Nord 1932-1933:
- joués le 5 mars 1933[24]:

|   | Date | Club             | Score     | Club               | Lieu                       |
| - | ---- | ---------------- | --------- | ------------------ | -------------------------- |
| 1 |      | CDJ Oran         | 1 - 0     | US Ouest Mitidja   | Alger                      |
| 2 |      | US Marocaine     | 3 - 1 a.p | AGS Mascara        | Antoine Griffier / Mascara |
| 3 |      | RC Maison-Carrée | 5 - 1     | Olympique Marocain | Oran                       |
| 4 |      | AS Boufarik      | 2 - 1     | JS Hammam Lif      | Tunis                      |

### Demi-finales
- Résultats des demi-finales de la Coupe d'Afrique du Nord 1932-1933:
- joués le 9 avril 1933[25]:

|   | Date | Club         | Score          | Club            | Lieu       |
| - | ---- | ------------ | -------------- | --------------- | ---------- |
| 1 |      | CDJ Oran     | 3 - 1          | RC Maison-Carré |            |
| 2 |      | US Marocaine | forfait du ASB | AS Boufarik     | Casablanca |

### Finale
- Résultats du finale de la Coupe d'Afrique du Nord 1932-1933

La finale joués le 7 mai 1933
|   | Date       | Club     | Score | Club         | Lieu                 |
| - | ---------- | -------- | ----- | ------------ | -------------------- |
| 1 | 7 mai 1933 | CDJ Oran | 2 – 1 | US Marocaine | Stade Alenda, (Oran) |

| Titulaires : |  |
| |  |
| (Maillot Bleu et noir) 1. Such Pierre 2. Pacchiano Dominique 3. Breard Robert 4. Lopez 5. Baus 6. Guillem Joseph dit (Guillem I) 7. Guillem Fernand dit (Guillem II) 8. Scotto 9. Grillet 10. Michel Frutoso 11. Bérenguer Michel |  |

| Titulaires : |  |
| |  |
| (Maillot Rouge) 1. Gonzales 2. Calmels 3. Ortin 4. Esclapez 5. Hamida 6. Mesquida 7. Artéro 8. Laporte 9. Mario Zatelli 10. Georges Janin 11. Macia |  |

| Titulaires : |  |
| |  |
| (Maillot Bleu et noir) 1. Such Pierre 2. Pacchiano Dominique 3. Breard Robert 4. Lopez 5. Baus 6. Guillem Joseph dit (Guillem I) 7. Guillem Fernand dit (Guillem II) 8. Scotto 9. Grillet 10. Michel Frutoso 11. Bérenguer Michel |  |

| Titulaires : |  |
| |  |
| (Maillot Rouge) 1. Gonzales 2. Calmels 3. Ortin 4. Esclapez 5. Hamida 6. Mesquida 7. Artéro 8. Laporte 9. Mario Zatelli 10. Georges Janin 11. Macia |  |

| Coupe d'Afrique du Nord Vainqueur 1932-1933 |
| ------------------------------------------- |
| CDJ Oran Deuxième titre                     |